# الیمینیشن چمبر (۲۰۱۵)
الیمینیشن چمبر یا اتاق نابودی (به انگلیسی: Elimination Chamber) یک رویداد در کشتی حرفه‌ای است که توسط کمپانی دبلیو دبلیو ای تهیه می‌شود. ششمین دوره آن، در ۳۱ می ۲۰۱۵ در مجموعه ورزشی اَمِریکَن بَنک سنتر شهر کورپس کریستی ایالت تگزاس برگزار شد. روند معمول این مسابقات این است که حداقل یک مسابقه درون محفظه نابودی خواهد بود. این همچنین اولین دوره از این رویداد بود که به‌طور انحصاری تنها از شبکه دبلیودبلیوئی و نه به عنوان یک Pay-Per-View پخش شد.
هفت مسابقه در این رویداد برگزار شد که یکی هم در پیش نمایش آن بود. همچنین دنیل براین قهرمان پیشین کمربند بین قاره‌ای، در بخش میز-تی‌وی حضور یافت. او بعدتر در همان شب، کمربند بین قاره‌ای را به قهرمان جدید یعنی رایبک اعطا کرد.
در مسابقه اصلی هم که برای قهرمانی کمربند دبلیودبلیوئی سنگین‌وزن جهان بود، دین امبروز به مصاف قهرمان کمربند یعنی سث رالینز رفت که با وجود پیروزی، کماکان رالینز قهرمان باقی ماند، چون این پیروزی با سلب صلاحیت بدست آمد.

## زمینه‌سازی
الیمینیشن چمبر شامل مسابقاتی بین دشمنی‌های موجود، ماجراهای پیش آمده و استوری‌هایی خواهد بود که پیش از این در برنامه‌های راو یا اسمک داون پخش شده بود. کشتی‌گیرها با توجه به مسابقات یا سری اتفاقاتی که برایشان رخ می‌دهد و تنش را به حد اکثر می‌رساند، نقش منفی یا قهرمان به خود می‌گیرند.
در راو ۱۱ می، به‌طور رسمی اعلام شد که این رویداد در آخرین روز از مهلت استفاده رایگان از شبکه دبلیودبلیوئی در ماه مه برگزار خواهد شد؛ یعنی در روز ۳۱ می ۲۰۱۵. بلافاصله بعد از اتمام راو، در WWE.Com اعلام شد که در این رویداد دو مسابقه الیمینیشن چمبر برگزار خواهد شد: اولی برای کمربندهای تگ تیم که در تاریخ کمپانی بی‌سابقه است و دومی برای قهرمانی کمریند بین قاره‌ای که آن هم پیش از این انجام نشده است. قهرمان پیشین کمربند بین قاره‌ای یعنی دنیل براین که کمربندش را در رسلمانیا ۳۱ بدست آورد به دلیل مصدومیتی که از ناحیه گردنش داشت سرانجام مجبور به انصراف از قهرمانی خود شد و معلوم نیست دیگر بتواند مسابقه‌ای بدهد یا نه و به همین دلیل این کمربند بدون صاحب اعلام شد.
در راو ۱۸ می، قهرمان اِن‌اِکس‌تی یعنی کِوین اُوِنز به جان سینا قهرمان کمربند ایالات متحده حمله کرد و بعد هم اعلام شد که قرار است بر سر کمربند سینا در الیمینیشن چمبر با او رقابت کند.
در راو ۱۸ می، دین امبروز قهرمان کمربند دبلیودبلیوئی سنگین‌وزن جهان یعنی سث رالینز را به مسابقه‌ای برای کمربند در الیمینیشن چمبر طلبید ولی رالینز آن را نپذیرفت. امبروز سپس به رالینز حمله‌ور شد تا اینکه رؤسا مجبور به پذیرش این مسابقه شدند.

## نتایج

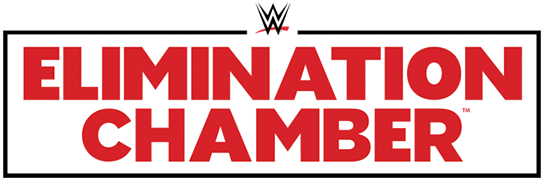
الیمینیشن چمبر یا اتاق نابودی

| #                                                                                                 | نتایج | نوع مسابقه | مدت زمان |
| ------------------------------------------------------------------------------------------------- | --- | --- | -------- |
| ۱پ                                                                                                | استارداست پیروز مقابل زک رایدر | مسابقه تک نفره | ۶:۱۲     |
| ۲                                                                                                 | دِ نو دِی (بیگ ای و کوفی کینگستون) (c) پیروز مقابل لُس ماتادورِس (دیِگو و اِپیکو) مقابل دِ اَسِنشِن (کانِر و ویکتور) مقابل دِ لوچا دراگونز (کالیستو و سین کارا) مقابل تایسون کید و سِزارو مقابل پرایم تایم پلِیِرز (درن یانگ و تایتوس اونیل) | مسابقه تگ تیم الیمینیشن چمبر برای قهرمانی کمربندهای تگ تیم | ۲۳:۳۰    |
| ۳                                                                                                 | نیکی بِلا (c) پیروز مقابل پِیج مقابل نِیومی | مسابقه تریپل ترت برای قهرمانی کمربند دیواز؛ بری بِلا و تَمینا از حضور کنار رینگ محروم.                                                                                  | ۶:۰۴     |
| ۴                                                                                                 | کِوین اُوِنز پیروز مقابل جان سینا | مسابقه تک نفره قهرمان مقابل قهرمان | ۱۹:۵۷    |
| ۵                                                                                                 | نِویل پیروز مقابل مقابل بُو دالاس | مسابقه تک نفره | ۸:۵۴     |
| ۶                                                                                                 | رایبک پیروز مقابل شیمس مقابل دالف زیگلر مقابل آر-تروث مقابل کینگ بَرِت مقابل مارک هنری | مسابقه الیمینیشن چمبر برای قهرمانی کمربند بی‌صاحب بین قاره‌ای | ۲۵:۱۲    |
| ۷                                                                                                 | دین امبروز پیروز مقابل سث رالینز (c) (با همراهی جِیمی نوبل جویی مرکوری و کین) با سلب صلاحیت؛ بنابراین رالینز کماکان قهرمان باقی ماند.                                                                                          | مسابقه تک نفره برای قهرمانی کمربند دبلیودبلیوئی سنگین‌وزن جهان؛ رومن رینز از حضور کنار رینگ محروم؛ اگر هم وارد می‌شد یا به هر نحوی دخالت می‌کرد، امبروز سلب صلاحیت می‌شد. | ۲۱:۴۹    |
| - (c) – نشان‌دهنده قهرمان(هایی) است که به میدان می‌روند - پ – نشان‌دهنده این است که مسابقه در پری–شو | | |          |